# Dubovik (Dečani)
Pour les articles homonymes, voir Dubovik.
Dubovik en albanais et Dubovik en serbe latin (en serbe cyrillique : Дубовик) est une localité du Kosovo située dans la commune/municipalité de Deçan/Dečani, district de Gjakovë/Đakovica (Kosovo) ou de Pejë/Peć (Serbie). Selon le recensement kosovar de 2011, elle compte 1 060 habitants.

## Histoire
Dans le village, la tour-résidence de Jusuf et Bardhosh Gërvalla, qui date du XXe siècle, est proposée pour une inscription sur la liste des monuments culturels du Kosovo.

## Démographie

### Évolution historique de la population dans la localité
| 1948 | 1953 | 1961 | 1971 | 1981 | 1991  | 2011  |
| ---- | ---- | ---- | ---- | ---- | ----- | ----- |
| 487  | 479  | 570  | 728  | 932  | 1 089 | 1 060 |

|  |

### Répartition de la population par nationalités (2011)
En 2011, les Albanais représentaient 96,23 % de la population.